# Barham Salih
Barham Ṣāliḥ (in curdo به‌رهه‌م ئه‌حمه‌د ساڵح‎, in arabo برهم صالح‎?, Barham Ṣāliḥ; Sulaymaniyya, 12 settembre 1960) è un politico iracheno.

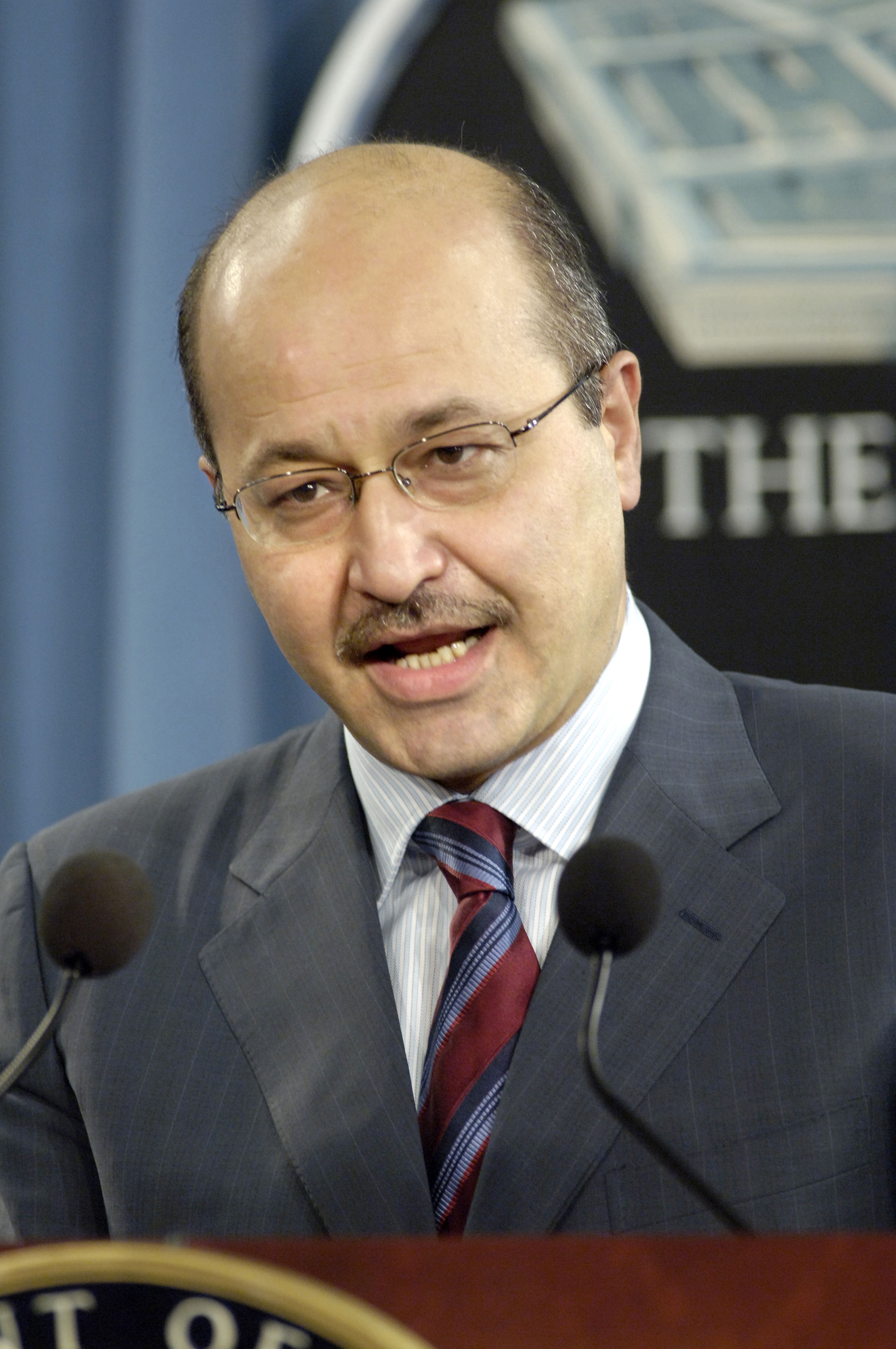
Barham Ṣāliḥ a una sua conferenza stampa il 14-9-2006.

Dal 2 ottobre 2018 al 13 ottobre 2022 è stato l'ottavo Presidente dell'Iraq, il terzo consecutivo di etnia curda.

È stato vice-Primo ministro del governo di transizione iracheno dal 2004 al 2005, vice-Primo ministro d'Iraq dal 2006 al 2009 e Primo ministro del Governo Regionale del Kurdistan dal 2009 al 2012. Si è scisso dall'Unione Patriottica del Kurdistan (PUK) creando la Coalizione per la Democrazia e la Giustizia.

## Gioventù
Barham Ṣāliḥ fu arrestato dal regime di Saddam Hussein nel 1979 per le sue attività legate al movimento nazionale curdo e restò in carcere per 43 giorni nella prigione della Commissione Speciale d'Investigazione a Kirkuk, dove fu torturato. Rilasciato, completò gli studi superiori e lasciò l'Iraq alla volta del Regno Unito per sfuggire alle persecuzioni di cui era vittima.

## Vice Segretario Generale dell'Unione Patriottica del Kurdistan
Barham Ṣāliḥ si unì all'Unione Patriottica del Kurdistan (UPK) a fine 1976 e divenne membro del Dipartimento del PUK per l'Europa, e restò in carica nelle sue funzioni d'incaricato per le relazioni estere a Londra. Oltre alla lotta politica, finì i suoi studi universitari e ricevette un bachelor's degree in Ingegneria civile ed edile nella Cardiff University nel 1983. Proseguì i suoi studi e ottenne un Dottorato di ricerca in Statistica e Applicazioni informatiche  per l'Ingegneria nella University of Liverpool nel 1987.
Fu eletto membro del vertice dell'UPK nella I Conferenza, quando il Kurdistan iracheno si liberò dal Baʿth in seguito alla prima guerra del Golfo. Gli fu allora affidato il compito di guidare l'ufficio dell'UPK negli Stati Uniti.
Dopo la caduta del regime di Saddam Hussein nel 2003, divenne vice-Primo ministro nel Governo ''ad interim'' iracheno a metà del 2004, Ministro della Pianificazione nel Governo di transizione iracheno nel 2005 e vice-Primo ministro nel primo governo iracheno guidato da Nuri al-Maliki, con responsabilità nel campo dell'economia del Paese e come capo del Comitato Economico.

Ṣāliḥ è comparso nella trasmissione The Colbert Report il 10 giugno 2009 che lo intervistò da Baghdad ed espresse la sua convinzione che i militari USA avevano liberato l'Iraq, dichiarando che numerosi Curdi desideravano l'indipendenza.

## Primo ministro: Governo Regionale del Kurdistan
Barham Ṣāliḥ fu capolista della Alleanza del Kurdistan nelle elezioni parlamentari del Kurdistan iracheno (2009). La lista si aggiudicò 59 dei 111 seggi. Succedette quindi a Nechervan Idris Barzani come Primo ministro del Governo Regionale del Kurdistan e il suo mandato fu contrassegnato da turbolenze politiche a causa della nascita di un'opposizione (il Movimento per il Cambiamento) che sfidò il governo, mentre il suo partito fu costretto a una profonda riflessione dopo aver perso la città-roccaforte di Sulaymaniyya.

Riuscì a superare la prima mozione di sfiducia nel Kurdistan iracheno, seguita alle proteste curde del 2011 in Iraq.

Firmò il primo importante contratto petrolifero con la statunitense Exxon Mobil dopo aver stilato una bozza e aver emendato una nuova legge relativa agli idrocarburi.
Lasciò la carica di Primo ministro a Nechirvan Idris Barzani il 17 gennaio 2012, nel quadro di un accordo politico tra PDK-UPK.

## Vita privata
È sposato con la dottoressa Sarbagh Ṣāliḥ, capo della Fondazione Botanica Curda da lei fondata e attivista dei diritti della donna.